# 弥勒寺 (関市)
弥勒寺（みろくじ）は、岐阜県関市池尻にある天台寺門宗の寺院である。山号は龍華山。本尊は弥勒菩薩。

## 歴史
美濃地方の豪族・身毛津（むげつ）氏の氏寺と推定される古代寺院の弥勒寺は、その後廃寺となっていたが（現在は国の史跡）、近世に「円空仏」の作者として知られる円空が再興した。元禄2年（1689年）に園城寺（三井寺）の末寺となったことが記録にみえる。円空は元禄8年（1695年）にこの地で没した。
数百体の円空像と円空画像を所蔵していたが、1920年（大正9年）に堂宇が焼失した。その後、寄進や移座により、現在４体の円空像の他、十数点の遺墨（血脈など）が遺る。